# Elizabeth Patrick
Elizabeth Patrick (Melbourne, 2 de marzo de 1985) es una deportista australiana que compitió en remo como timonel.
Ganó dos medallas en el Campeonato Mundial de Remo, en los años 2005 y 2006. Participó en los Juegos Olímpicos de Verano, ocupando el sexto lugar en Pekín 2008 y otro sexto lugar en Londres 2012, en la prueba de ocho con timonel.

## Palmarés internacional
| Campeonato Mundial | Campeonato Mundial | Campeonato Mundial | Campeonato Mundial |
| Año                | Lugar              | Medalla            | Prueba             |
| ------------------ | ------------------ | ------------------ | ------------------ |
| 2005               | Kaizu (Japón)      | Medalla de oro     | Ocho con timonel   |
| 2006               | Eton (Reino Unido) | Medalla de bronce  | Ocho con timonel   |